# Place de la Bourse (Bruxelles)
Pour les articles homonymes, voir place de la Bourse.
La place de la Bourse (en néerlandais : Beursplein) est une place du centre de Bruxelles, située le long du boulevard Anspach. Le palais de la Bourse se trouve sur cette place.
Depuis le nouveau millénaire, cette place constitue un des points névralgiques de la ville. Par exemple, en 1957, pas moins de 32 lignes de tramway circulaient autour de la Bourse. Aujourd’hui encore, presque toutes les grandes manifestations se déroulent sur cette place.
La place de la Bourse a été un important lieu de recueillement après les attentats de mars 2016 ayant touché la capitale,.
Sous la place se trouve les ruines de l'ancien couvent des Récollets.
Le 11 novembre 2017, une importante émeute éclate à partir de la place de la Bourse jusqu'à la station Lemonnier faisant état de 22 policiers blessés.